# Moja siostra, moja miłość
Moja siostra, moja miłość (szw. Syskonbädd 1782) – szwedzki dramat historyczny z 1966 roku w reżyserii Vilgota Sjömana. Film podejmuje temat miłości kazirodczej, a inspirację dla niego stanowiła sztuka Jaka szkoda, że jest ladacznicą Johna Forda, napisana w 1633 roku. 

## Fabuła
Akcja filmu Sjömana rozgrywa się w 1780, a więc w czasach, w których w Szwecji doszło do konfliktu między ideami oświeceniowymi a tradycyjną religijnością. Bohaterem jest młody szlachcic, Jacob, który po kilkuletnim pobycie za granicą powraca do Szwecji. W rodzinnym domu nawiązuje bliską relację ze swoją siostrą, z czasem relacja ta przeradza się w namiętność. W wyniku kazirodczego romansu dziewczyna zachodzi w ciążę, decyduje się więc wyjść za adorującego ją barona Alsmedena. Ten, początkowo nieświadomy, z czasem odkrywa prawdę o romansie ukochanej. 